# Ufficiali di Notte
Ufficiali di Notte (em português: "Oficiais da Noite") foi um tribunal florentino que se encarregava da repressão da homossexualidade masculina, atividade que, por ser ilegal , ocorria principalmente durante a noite, daí a denominação do tribunal. Não se conhece nenhum caso em que este tribunal tenha processado mulheres.
O tribunal foi criado pelo regimento florentino em 1432 e esteve ativo até 29 de dezembro de 1502. Era composto por seis membros: todos deviam ser homens casados, maiores de 45 anos e eram escolhidos por períodos de um ano.
As denúncias por sodomia chegavam de forma anônima, em papéis que eram depositados nas urnas distribuídas pela cidade toda. Os arquivos dos Ufficiali dei Notte têm proporcionado aos historiadores dados muito valiosos sobre a homossexualidade na época: por exemplo, é possível saber que os indiciados eram de idade jovem (entre 1478 e 1502, mais de 80% dos acusados tinham menos de trinta anos) e que o papel sexual passivo costumava ser função dos mais jovens, enquanto os que assumiam o papel ativo eram os adultos.
Mesmo em sua função repressora e punitiva, ainda assim os Ufficiali dei Notte não eram conhecidos por punições cruéis, mesmo tendo entre as penas estabelecidas a castração e a morte na fogueira. Entretanto, em sua maioria, a pena para condenação era uma multa. Contabilizaram-se cerca de 2.500 condenações por sodomia nos registros dos Ufficiali dei Notte durante toda a sua existência (de 1478 a 1502, houve 4.062 acusações.) Calcula-se que, aproximadamente, ao todo 12.500 homens foram acusados neste tribunal.
Entre os acusados, destaca-se Leonardo da Vinci. Em 8 de abril de 1476 houve uma denúncia anônima contra um grupo de indivíduos, por sodomia consumada com o jovem de 17 anos Jacopo Saltarelli. Além de Leonardo, entre os outros acusados se encontravam Bartolomeo dei Pasquino e, sobretudo, Leonardo Tornabuoni, jovem da influente família florentina dos Tornabuoni, emparentada com os Médici. Segundo alguns estudiosos, o envolvimento de Tornabuoni e a influência de sua família foi o que poupou os acusados de serem condenados. Em 7 de junho a denúncia foi arquivada e todos os imputados foram absolvidos por falta de provas.
Estes casos e a fama geral da popularidade da prática da sodomia em Florença foi muito conhecida em toda Europa, ao ponto de existir um termo alemão para sinônimo de sodomita: Florenzer.